# Kapel van het Heilige Kruis (Arizona)

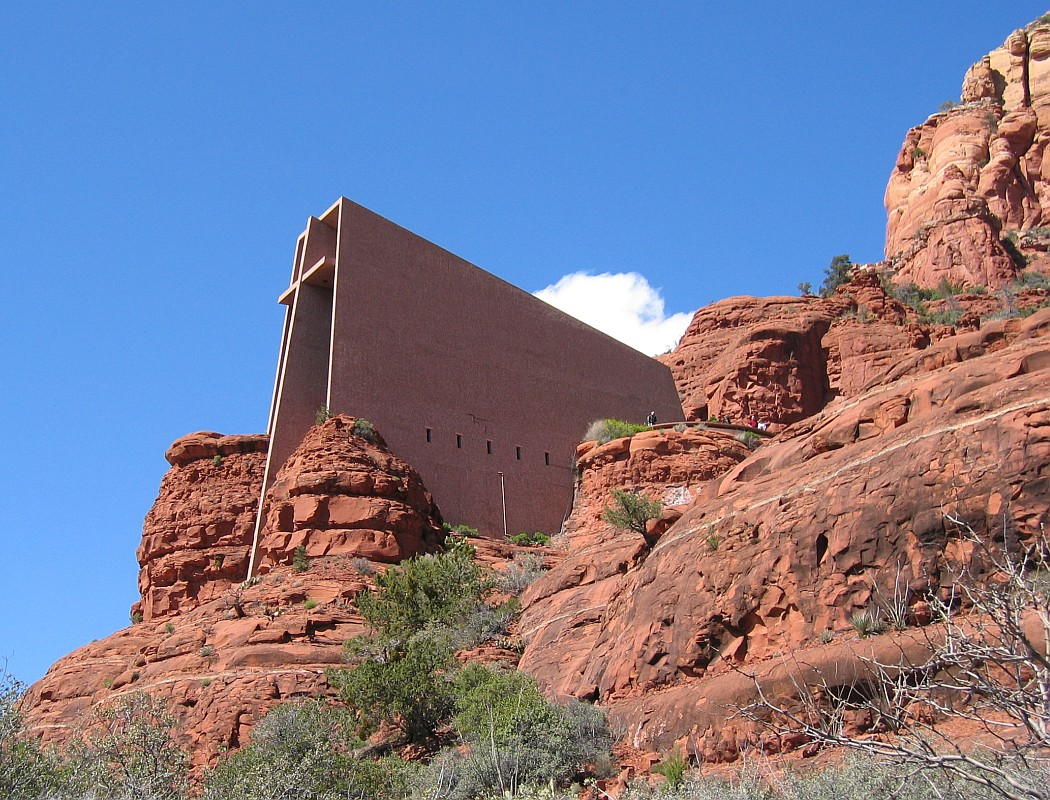
Kapel van het Heilige Kruis, Sedona, Arizona

De Kapel van het Heilige Kruis (Engels: Chapel of the Holy Cross) is een katholieke kapel, gebouwd in de mesas van Sedona, Arizona, en ontworpen door architect en beeldhouwer Marguerite Brunswig Staude, een leerling van Frank Lloyd Wright. De kapel ligt in het Coconino National Forest. Senator Barry Goldwater hielp mee bij het verkrijgen van speciale toestemming om hier te mogen bouwen. De kapel werd voltooid in 1956.
Het Amerikaanse instituut voor architecten gaf de kapel de Award of Honor (Ereprijs) in 1957. In de woorden van de beeldhouwer: “Hoewel de kapel katholiek is, heeft hij als kunstwerk een universele aantrekkingskracht. Zijn deuren zullen altijd voor eenieder van welk geloof ook open staan, zodat God tot leven mag komen in hun ziel en een levende realiteit zal zijn.”
In 2007 verkozen de inwoners van Arizona de kapel tot een van de zeven door de mens gemaakte wonderen van Arizona.